# منتخب اليونان الأولمبي لكرة القدم
منتخب اليونان الأولمبي لكرة القدم (باليونانية: Ολυμπιακή ομάδα Ελλάδας)‏ هو ممثل اليونان الرسمي في المنافسات الدولية في كرة القدم 
.